# Sia neve
Sia neve è un singolo di Renato Zero pubblicato nel 2013 in download digitale, secondo estratto dall'album Amo - Capitolo II.

## Il disco
Sia neve è stata scritta dal solo Renato Zero per il testo e da Zero e Danilo Madonia per la musica..
Il tema centrale del brano è l'ottimismo, infatti Sia neve è un invito a non perdere mai la speranza perché davanti alle cose più "buie" ci sarà sempre un amico a sostenerci e a darci una visione positiva del mondo.
Il singolo è entrato in rotazione radiofonica il 27 dicembre 2013..

## Formazione
- Renato Zero - voce
- Fabrizio Leo - chitarra elettrica
- Paolo Costa - basso
- Lele Melotti - batteria
- Phil Palmer - chitarra acustica, chitarra elettrica
- Danilo Madonia - tastiera, cori, programmazione, pianoforte
- Luciano Ciccaglioni - chitarra acustica, chitarra elettrica